# کیت گینتر
کیت گینتر (انگلیسی: Kate Gynther؛ زادهٔ ۵ ژوئیهٔ ۱۹۸۲) بازیکن زن واترپلو اهل استرالیا است.
وی در مسابقات کشوری و بین‌المللی در مجموع برندهٔ ۳ مدال برنز شده‌است.